# Birds of the Southern Sea Coast
Birds of the Southern Sea Coast è un cortometraggio muto del 1913. Non si conosce il nome del regista del film prodotto dalla Edison.

## Produzione
Il film fu prodotto dalla Edison Company. Venne girato nel Sud Carolina, a Secessionville e a Bulls Bay.

## Distribuzione
Distribuito dalla General Film Company, il film - un cortometraggio di 100 metri - uscì nelle sale cinematografiche degli Stati Uniti il 6 ottobre 1913. Nelle proiezioni, veniva programmato con il sistema dello split reel, accorpato in un'unica bobina con un altro cortometraggio prodotto dalla Edison, la commedia A Short Life and a Merry One.